# Ferrocarril de Yeisk

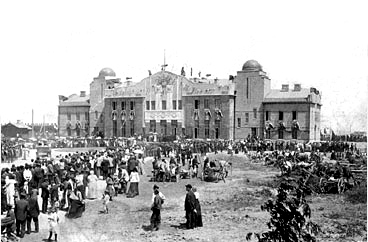
Estación de ferrocarril de Yeisk a principios del.

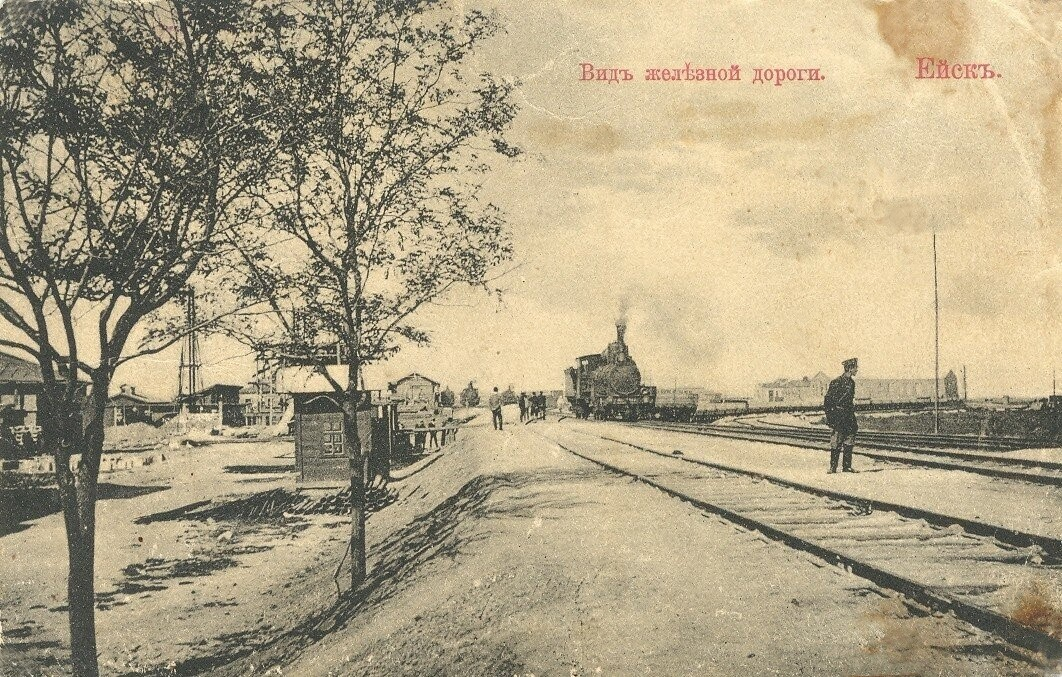
La vía del ferrocarril a principios del.

El ferrocarril de Yeisk (del ruso: Ейская железная дорога) fue una empresa que se dedicó a la construcción de una línea de ferrocarril entre la estación de Sosyka de Pávlovskaya y el puerto de Yeisk, en el por entonces óblast de Kubán del Imperio ruso -actual krai de Krasnodar- entre 1908 y 1911. 
En 1908 las autoridades de la ciudad de Yeisk obtuvieron del Consejo de Estado del Imperio ruso para crear una sociedad anónima para la construcción del ferrocarril a Yeisk. Creada a instancias del alcalde de Yeisk Vladímir Nenashev, la sociedad comenzó la construcción de los 142 km de ferrocarril con la intención de favorecer el transporte del grano del Kubán hacia el puerto de la ciudad, uniendo Yeisk al resto de Rusia. Para su construcción se utilizó el lecho arenoso de la punta de Yeisk lo que creó prejuicios económicos y ambientales al hundirse parte de la punta tras grandes lluvias en 1914, formándose la isla de la punta de Yeisk. El 11 de julio de 1911 se inauguró el ferrocarril.
La estación y el depósito de trenes se construyeron entre 1910 y 1912. En el edificio de la estación se constituyó un club ferroviario. Forma parte de la red del ferrocarril del Cáucaso Norte.